# Vaterpolska reprezentacija DR Njemačke
Vaterpolska reprezentacija DR Njemačke je predstavljala državu DR Njemačku u športu vaterpolu.

## Uspjesi
Za razliku od SR Njemačke, istočna Njemačka nije bila tako rezultatski uspješna u vaterpolu. Na olimpijskom turniru 1968. osvojili su 6. mjesto. Na prethodna tri olimpijska turnira (1956., 1960. i 1964.) bili su dio Ujedinjenog njemačkog tima. 
Vaterpolska reprezentacija je samo jednom polučila odličje:
- srebrno odličje na europskom prvenstvu u Utrechtu 1966.